# Мистър Бийн (филм)
„Мистър Бийн“ (на английски: Bean) е филм от 1997 г. на режисьора Мел Смит. Базиран е на сериала „Мистър Бийн“. Главните роли се изпълняват от Роуън Аткинсън и Питър Макникъл.

## Български дублаж
| Преводач            | Мая Илиева                                                                |
| Озвучаващи артисти  | Татяна Захова Нина Гавазова Веселин Ранков Владимир Пенев Пламен Манасиев |
| Режисьор на дублажа | Яна Янева                                                                 |
| Тонрежисьор         | Борис Драганов                                                            |

| Озвучаващи артисти  | Татяна Захова Вилма Карталска Иван Танев Георги Георгиев-Гого Николай Николов |
| Преводач            | Илияна Йорданова                                                              |
| Тонрежисьор         | Емил Енев                                                                     |
| Режисьор на дублажа | Михаела Минева                                                                |